# Michelle Rogersová
Michelle Rogers (provd. Vidler), (* 21. června 1976 Manchester, Spojené království) je bývalá reprezentantka Spojeného království v judu.

## Sportovní kariéra
Vyrůstala ve Swintonu, kde se v 9 letech seznámila s judem. Později pokračovala v nedalekém Manchesteru v klubu Urmston. Do britské reprezentace se dostala v roce 1995 a o rok později si vybojovala účast na olympijských hrách v Atlantě. Olympijský turnaj však pojala pasivně, oba své zápasy prohrála na šido.
Kritickým byl pro ní rok 1998, kdy se měnily váhové limity a do její těžké váhy přišla talentovaná Karina Bryantová. Zkoušela se prosadit v polotěžké váze, ale tu držela pevně do olympijských her v Sydney v roce 2000 Chloe Cowenová. S blížícími olympijskými hrami v Athénách se potom nedokázala prosadit proti Rachel Wildingové.
Po olympijských hrách v Athénách anglickému judu došly finance a této krize dokázal využít. V Edinburghu ve Skotsku kde žila, bylo judo v lepší finanční situaci. Vrátila se zpátky do reprezentace a kvalifikovala se na olympijské hry v Pekingu v roce 2008. Druhá účast po 12 let skončila podobně v prvním kole. Sportovní kariéru ukončila záhy. Věnuje se trenérské práci.

## Výsledky

### Váhové kategorie
| Turnaj             | 1992       | 1993       | 1994       | 1995       | 1996       | 1997       | 1998           | 1999           | 2000           | 2001           | 2002           | 2003           | 2004           | 2005           | 2006           | 2007           | 2008           |
| Turnaj             | 16         | 17         | 18         | 19         | 20         | 21         | 22             | 23             | 24             | 25             | 26             | 27             | 28             | 29             | 30             | 31             | 32             |
| Turnaj             | těžká váha | těžká váha | těžká váha | těžká váha | těžká váha | těžká váha | polotěžká váha | polotěžká váha | polotěžká váha | polotěžká váha | polotěžká váha | polotěžká váha | polotěžká váha | polotěžká váha | polotěžká váha | polotěžká váha | polotěžká váha |
| ------------------ | ---------- | ---------- | ---------- | ---------- | ---------- | ---------- | -------------- | -------------- | -------------- | -------------- | -------------- | -------------- | -------------- | -------------- | -------------- | -------------- | -------------- |
| Olympijské hry     | —          |            |            |            | úč.        |            |                |                | —              |                |                |                | —              |                |                |                | úč.            |
| Mistrovství světa  |            | —          |            | —          |            | 5.         |                | —              |                | 7.             |                | —              |                | —              |                | úč.            |                |
| Mistrovství Evropy | —          | —          | —          | —          | 3.         | 2.         | —              | —              | —              | 3.             | —              | —              | —              | —              | 5.             | 3.             | —              |
| MS juniorů         | —          |            | úč.        |            |            |            |                |                |                |                |                |                |                |                |                |                |                |
| ME juniorů         | 7.         | 3.         | 1.         |            |            |            |                |                |                |                |                |                |                |                |                |                |                |

### Bez rozdílu vah
| Turnaj            | 1992 | 1993 | 1994 | 1995 | 1996 | 1997 | 1998 | 1999 | 2000 | 2001 | 2002 | 2003 | 2004 | 2005 | 2006 | 2007 | 2008 |
| Turnaj            | 16   | 17   | 18   | 19   | 20   | 21   | 22   | 23   | 24   | 25   | 26   | 27   | 28   | 29   | 30   | 31   | 32   |
| ----------------- | ---- | ---- | ---- | ---- | ---- | ---- | ---- | ---- | ---- | ---- | ---- | ---- | ---- | ---- | ---- | ---- | ---- |
| Mistrovství světa |      | —    |      | úč.  |      | —    |      | —    |      | —    |      | —    |      | —    |      | —    |      |